# ジーニー・バーリン
ジーニー・バーリン（Jeannie Berlin、1949年11月1日 - ）は、アメリカ合衆国の女優。ユダヤ系。

## 出演作品

### 映画
- フェイブルマンズ (2022)
- マーガレット (2011) - エミリー
- 霊感コメディ/イン・ザ・スピリッツ (1990) - クリスタル
- ふたり自身 (1972)
- 受胎の契約/ベビー・メーカー (1970)
- 晴れた日に永遠が見える (1970)
- …YOU… (1970) - ジュディ
- いちご白書 (1970)

### テレビシリーズ
- ザ・ナイト・オブ - ヘレン・ワイス
- メディア王 〜華麗なる一族〜 (2019-) - シド・ピーチ